# Fence
《Fence》，是WOWOW於2023年3月19日至4月16日播出的週日連續劇，由松岡茉優和宮本亞莉安娜主演，野木亞紀子編劇，講述一名東京雜誌撰稿人和一名在沖繩長大的黑人混血兒追查美軍性侵案的故事。該劇是日本首部以兩位不同膚色的女性角色擔任主角的劇集。

## 劇情背景
一名東京雜誌撰稿人接獲一位在沖繩長大的黑人混血兒報稱被當地美軍強姦，但隨後便發現報案人並非真正的受害者，背後牽涉更龐大的黑幕。

## 演員

### 主演
- 松岡茉優[4] 飾演 小松綺繪：東京雜誌《月刊BOWOW》的撰稿人，計劃撰寫有關美軍性侵事件的專題。
- 宮本亞莉安娜[4] 飾演 大嶺櫻：在沖繩長大的黑人混血兒，於咖啡店工作。父親是一名美軍士兵。
- 青木崇高[4] 飾演 伊佐兼史：沖繩縣警察署刑警。
- 與那城獎 飾演 仲本颯太：美軍基地職員，曾與櫻交往。
- 比嘉奈菜子 飾演 仲本琉那：颯太的妹妹。
- 佐久本寶 飾演 上原光榮：沖繩縣警察署刑警，伊佐的下屬。
- De·Lencquesaing望 飾演 傑森·布朗（Jason Brown）：駐守沖繩的美軍海軍軍官。
- 松田瑠華 飾演 山城實結：布朗的未婚妻。
- Nicky：美軍基地職員。
- Reina 飾演 荷莉：來自美國的兒科醫生，櫻父親現任妻子的妹妹。
- 丹特·卡佛（英语：ダンテ・カーヴァー） 飾演 哈里斯·弗勞德（Harris Froud）：駐守沖繩的美軍海軍上校。
- 藤木勇人 飾演 平良清巳：沖繩縣警察署刑警，伊佐的上司。
- 吉田妙子 飾演 大嶺耀西：櫻的祖母，經歷過沖繩島戰役。
- 光石研 飾演 東諭吉：《月刊BOWOW》的總編。
- 魯比·楊（Ruby Young） 飾演 娜塔莉·威廉姆斯（Natalie Williams）：美國海軍犯罪調查局調查員。

### 特別演出
- 新垣結衣[5] 飾演 城間薫：精神科醫生。

## 集數
| 集數 | 標題 | 譯名   | 上線日期      |
| ---- | ---- | ------ | ------------- |
| 1    |      | 拐子   | 2023年3月19日 |
| 2    |      | 慕洋女 | 2023年3月26日 |
| 3    |      | 火神   | 2023年4月2日  |
| 4    |      | 魂靈   | 2023年4月9日  |
| 5    |      | 生命   | 2023年4月16日 |

## 製作
2022年夏天，野木亞紀子獲邀為沖繩縣創作一部犯罪劇集，她在訪問當地居民時了解到一些關於沖繩的悲痛歷史，而且當年正是沖繩回歸日本五十週年，因此便將探討當地歷史定為主題。同年10月24日，該劇宣佈製作，將會由松岡茉優和宮本亞莉安娜主演，比嘉奈菜子、吉田妙子、佐久本寶和藤木勇人出演常設角色，並會在翌年春季於WOWOW放送。該劇是日本首部以兩位不同膚色的女性角色擔任主角的劇集，宮本認為該劇能向觀眾呈現世界上是有各種女性的觀點。主體拍攝於同月在沖繩展開。同年11月，與那城獎、青木崇高和光石研加入演員陣容。12月，Awich宣佈為該劇演唱主題曲。2023年1月，新垣結衣宣佈將會客串出演該劇。該劇在同年2月釋出前導預告，並在3月確認完成製作。

## 發行
該劇於2023年3月16日舉辦首映禮，並在3月19日在電視台WOWOW上播出首集。

## 外部連結
- 官方网站－WOWOW
- 互联网电影数据库（IMDb）上《Fence》的资料（英文）